# Chabelita Fuentes
Matilde Isabel Fuentes Pino, más conocida como Chabelita Fuentes (Ñuñoa, 14 de marzo de 1931-San Vicente de Tagua Tagua, 14 de noviembre de 2023),fue una cantante y folclorista chilena.

## Carrera artística
Inició su carrera musical a muy temprana edad, a los 4 años recibió clases de guitarra de su padre y nunca más se despegó del instrumento y de las artes. Posteriormente, aprendió a tocar el arpa observando a una compañera.
En 1949, a la edad de 22 años, fue invitada a cantar como solista en Radio Pacífico dos días a la semana, marcando el inicio de una carrera musical prolífica.
Fue fundadora del dúo Las Morenitas, una influyente agrupación de cantoras campesinas y de rodeo en Chile.
Fue catalogada patrimonio vivo y exponente fundamental de la tonada y el folclor chileno. Su última aparición pública ocurrió en enero de 2023, como invitada al espectáculo de Mon Laferte en el Festival del Huaso de Olmué.

## Funerales
Fue velada en el teatro municipal desde el martes de San Vicente de Tagua Tagua, con un acto marcado por la música y el folclor y, posteriormente, con una misa a la chilena en la parroquia San Juan Evangelista y sepelio en el cementerio parroquial de San Vicente.

## Premios y distinciones
- Tesoro Humano Vivo e Hija Ilustre de San Vicente de Tagua Tagua.[4]
- En 2022 el Senado de Chile declaró el 14 de marzo de 2014 como «Día Nacional de la Cantora Chilena» en su honor, en conmemoración de su natalicio.[4]
- En 2022 recibió el Premio a la Música Nacional Presidente de la República en la categoría de Música de raíz folclórica, entregado por el presidente Gabriel Boric.